# Vederslöv
Vederslöv is een plaats in de gemeente Växjö in het landschap Småland en de provincie Kronobergs län in Zweden. De plaats heeft 142 inwoners (2005) en een oppervlakte van 18 hectare. De plaats ligt iets ten zuidwesten van de stad Växjö en ligt aan het meer Vederslövssjön. Er zijn een school en een kerk in de plaats te vinden.